# Rollo May
Rollo Reece May (født 21. april 1909 i Ada, Ohio, død 22. oktober 1994 i Marin County, Californien) var en amerikansk eksistentiel psykolog og forfatter til den indflydelsesrige bog Love and Will (1969), der bidrog markant til udviklingen af eksistentiel psykologi i det 20. århundrede. Hans arbejde fokuserede primært på eksistentielle temaer, menneskelig frihed og meningsfuldhed i livet.

## Nøglepunkter om Rollo May
May var en af de fremtrædende figurer inden for eksistentiel psykologi, en retning inden for psykologien, der betoner betydningen af individets subjektive oplevelse af eksistensen, frihed, ansvar og meningsfuldhed. Hans tilgang kaldes gerne eksistentiel-humanistisk psykologi, der er en særlig form for eksistentiel psykologi.
May betonede betydningen af menneskelig frihed og ansvar som centrale elementer i individets psykologiske velbefindende. Han troede på, at mennesker, selvom de står over for uundgåelige begrænsninger, har mulighed for at træffe valg og tage ansvar for deres handlinger.
Han forfattede flere bøger, herunder "Love and Will" (1969), "The Courage to Create" (1975), og "Man's Search for Himself" (1953). Disse værker udforsker temaer som kærlighed, vilje, kreativitet og identitet. May mente, at søgen efter mening og formål er en central dimension af den menneskelige eksistens. Han opfordrede folk til at tage ansvar for at skabe mening i deres liv gennem autentiske valg.

## Påvirkning og indflydelse
May bliver ofte forbundet med Søren Kierkegaard og eksistentiel filosofi samt til dels med eksistentiel fænomenologi. May var også en fortaler for eksistentiel terapi, og han sættes gerne sammen med Viktor Frankl og Ludwig Binswanger som også var store fortalere for denne tilgang. May trak i sit psykologiske arbejde desuden på inspiration fra Otto Rank (en) og Sigmund Freud, det var dog især i hans tidligste forfatterskab.
Filosoffen og teologen Paul Tillich var en nær ven, som havde en betydelig indflydelse på Mays arbejde. Rollo May blev selv en vigtig inspiration for Irvin D. Yalom, Kirk Schneider og hele den amerikanske udvikling inden for eksistentiel terapi og eksistentiel psykologi.

### Primærlitteratur
- May, Rollo (1961). "Existential Psychiatry an Evaluation". Journal of Religion and Health. 1 (1): 31–40
- May, R. (1969): “Love and Will”. USA: Norton
- May, R. (1977): “The Meaning of Anxiety”. USA: Norton
- May, R. (1983): “The Discovery of Being”. USA: Norton
- May, R. (1991): "The Cry for Myth". USA: First published by W.W. Norton & Company, Inc. Dansk udgave som "Myte og eksistens", 1992, Gyldendal.

### Sekundærlitteratur
- Abzug, R. H. (1996). Rollo May as friend to man. Journal of Humanistic Psychology, 36(2), 17-22.
- Hoffman, L. eds. (2009). Existential Psychology East-West. Colorado Springs: University of the Rockies Press.
- Sørensen, A. D. (2009): “Eksistentialisme i psykologi, psykiatri og psykoterapi”. IN Paw Amdisen mfl (red): “At tænke eksistensen”. Aarhus Universitetsforlag
- Sørensen, A. D. (2013): “Søren Kierkegaards gennemslag i den eksistentielle og humanistiske psykologi, psykiatri og psykoterapi”. Slagmark, Nr 68, S 69-102